# Ėrnest Jasan
Ėrnest Jasan (12 marzo 1936 – San Pietroburgo, 9 maggio 2018) è stato un regista sovietico.

## Filmografia parziale

### Regista
- Prosti (1986)
- Rėket (1992)